# Diecezja Vila Real
Diecezja Vila Real (łac. Dioecesis Villaregalensis) – diecezja Kościoła rzymskokatolickiego w Portugalii. Należy do metropolii Bragi. Została erygowana 20 kwietnia 1922.